# Ahmed Bughammar
Ahmed Mubarak Ahmed Mubarak Bughammar (Al Muharraq, 30 dicembre 1997) è un calciatore bahreinita, difensore dell'Al-Hidd e della nazionale bahreinita.

## Carriera

### Nazionale
Con la Nazionale bahreinita ha preso parte alla Coppa d'Asia 2019.